# Біццароне
Біццароне (італ. Bizzarone) — муніципалітет в Італії, у регіоні Ломбардія, провінція Комо.
Біццароне розташоване на відстані близько 530 км на північний захід від Рима, 50 км на північний захід від Мілана, 11 км на захід від Комо.
Населення — 1551 особа (2014).
Щорічний фестиваль відбувається 1 грудня. Покровитель — Sant'Evasio.

## Демографія
Населення за роками:

Станом на 1 січня 2023 року в муніципалітеті офіційно проживало 136 іноземців з 33 країн, серед них 24 громадяни країн Євросоюзу та 5 громадян України.

## Сусідні муніципалітети
- Дженестреріо
- Новаццано
- Родеро
- Стабіо
- Уджате-Тревано
- Вальмореа